# Varina Davis
Varina Anne Banks Howell, coniugata Davis (Natchez, 7 maggio 1826 – New York, 16 ottobre 1906), è stata una first lady statunitense, la sola ad esserlo per gli Stati Confederati d'America in quanto moglie del loro unico presidente Jefferson Davis.

## Biografia

### Origini
Varina Howell nacque nel 1826 a Natchez, in Mississippi, nella piantagione The Briars, proprietà dei genitori William Burr Howell e Margaret Kempe. Il padre aveva origini prestigiose: figlio del governatore del New Jersey Richard Howell, era anche imparentato alla lontana con Aaron Burr, che gli aveva dato il secondo nome, e Jonathan Edwards; la madre invece proveniva da un'agiata famiglia di origini irlandesi.
Nonostante i problemi economici paterni ebbe un'infanzia felice, potendo anche studiare a Filadelfia dopo che la casa di famiglia venne pignorata per debiti. Ospitata dalla famiglia della madre, s'innamorò ben presto del Nord degli Stati Uniti e della vita di città, rimanendo sostenitrice della causa nordista per tutta la vita.

### Matrimonio

Jefferson e Varina Davis al loro matrimonio (1845).

Rientrata nella nativa Natchez, faticò molto ad integrarsi nuovamente con la vita provinciale del profondo Sud degli Stati Uniti. Nonostante ciò nel 1843 conobbe Jefferson Davis, aspirante politico ormai da molti anni vedovo, innamorandosene e convolando a nozze nel 1845, nonostante la disapprovazione delle loro famiglie. Lei e il marito avevano personalità molto diverse: Varina era aperta, vitale e soprattutto di tendenze liberali, mentre Davis era schivo, ombroso e democratico, e portava ancora il lutto per la morte prematura della prima moglie Sarah Knox Taylor (figlia del futuro presidente degli Stati Uniti Zachary Taylor). Dei loro sei figli solo tre sopravvissero fino all'età adulta: Margaret Howell Davis (1855-1909), Jefferson Davis Jr. (1857-1878) e Varina Anne Davis (1864-1898), e di loro solo la prima sopravvisse alla madre.
Nonostante personalmente fosse abolizionista moderata, supportò la carriera politica del marito, fortemente pro-schiavismo, e alla sua elezione alla Camera dei Rappresentanti si affrettò a seguirlo a Washington, dove poté riprendere lo stile di vita cittadino che prediligeva.

### First lady della Confederazione
Quando il Mississippi dichiarò la secessione all'inizio del 1861 Davis fu costretto a dimettersi da ogni incarico e a rientrare nel Sud, e la moglie lo seguì a malincuore dopo quindici anni ininterrotti di residenza a Washington. Presto il marito venne eletto presidente degli Stati Confederati d'America, e la coppia si trasferì a Richmond, la nuova capitale. Qui Varina Davis divenne ufficialmente first lady, gestendo numerosi eventi politici e sociali in vece del marito durante tutta la guerra civile americana. Nonostante fosse personalmente contraria alla secessione e ritenesse la causa del Sud destinata al fallimento, non si tirò indietro dai nuovi doveri di cui era stata investita.
In breve divennero note le sue opinioni politiche filo-nordiste, e presto la first lady divenne estremamente impopolare a Richmond nonostante visitasse di frequente il fronte per portare conforto ai soldati feriti e si occupasse spesso della distribuzione dei rifornimenti. L'esperienza a Richmond divenne tuttavia sempre più difficile per la coppia sia per l'andamento negativo della guerra che per un grave lutto familiare: nel 1864 infatti, mentre giocava nel Palazzo Presidenziale, il loro figlio minore Joseph Davis cadde da un balcone, morendo sul colpo. Poco tempo dopo Varina diede alla luce l'ultima figlia, Varina Anne Davis, da allora soprannominata Figlia della Confederazione.
Quando la sconfitta sudista era ormai certa la first lady fuggì da Richmond assieme ai figli, seguita presto dal marito e dal resto del governo confederato. La coppia rimase in fuga per alcune settimane, venendo tuttavia raggiunta nella notte tra il 9 e il 10 maggio 1865 dalle truppe dell'Unione. Varina tentò di nascondere il marito sotto ad una coperta, ma lo stratagemma non funzionò e Jefferson Davis venne arrestato; l'episodio divenne oggetto di numerose caricature da parte dei giornali del Nord.

### Dopo la guerra

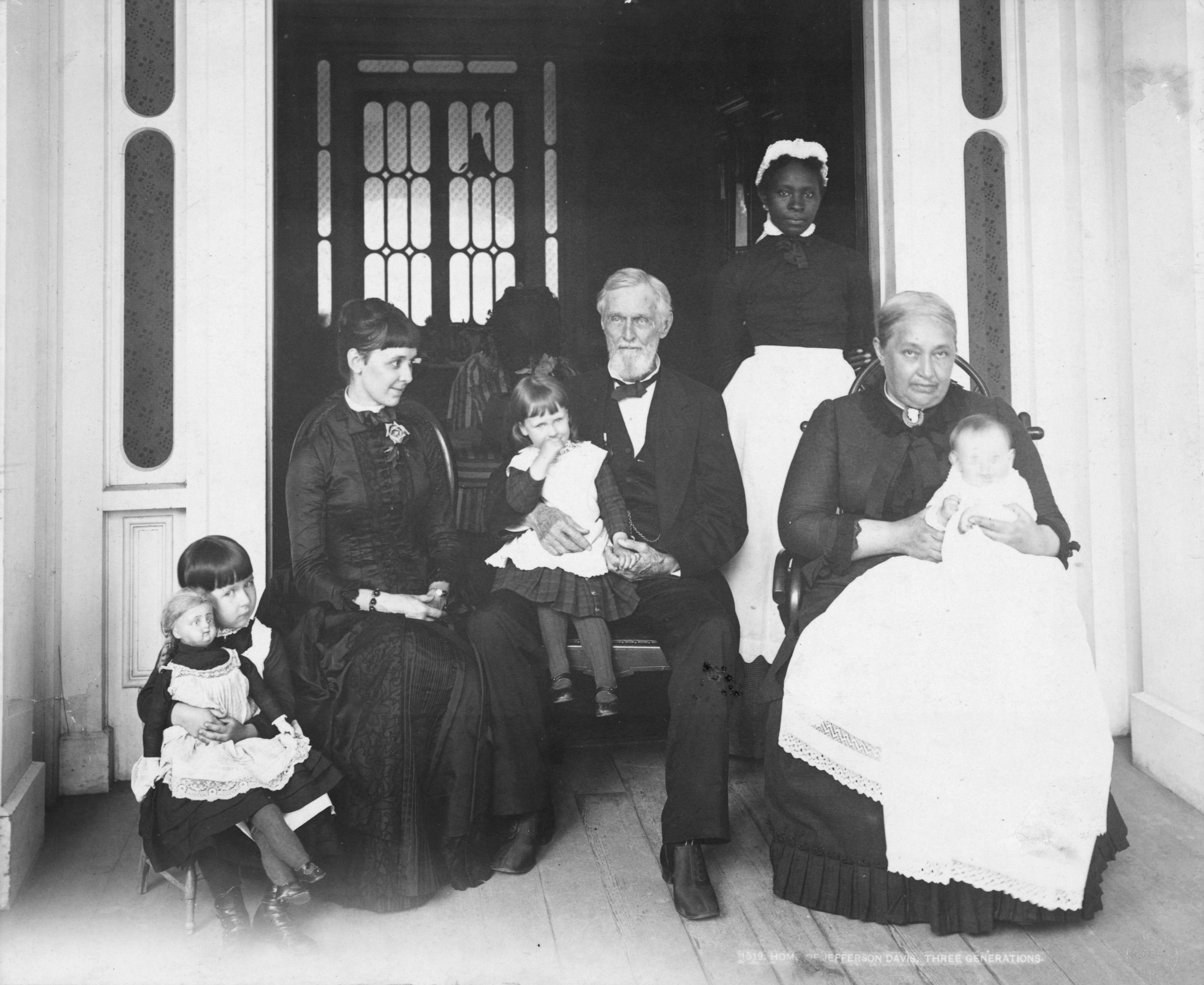
I Davis nella vecchiaia (1880 circa).

Varina e i figli trascorsero i mesi successivi agli arresti domiciliari a Savannah, anche se in seguito l'ex-first lady riuscì a far rifugiare i figli superstiti in Canada. Poté rivedere il marito, gravemente malato, solo nel 1866, e in seguito al suo rilascio e alla revoca dei diritti civili la famiglia preferì recarsi in esilio in Europa per alcuni anni.
Rientrati negli Stati Uniti nel 1869, i Davis vissero con alterne fortune per gli anni successivi, finché a partire dal 1880 il marito poté tornare ad apparire in pubblico, spesso accompagnato dalla figlia Varina (soprannominata Winnie), beniamina dei confederati. Nel frattempo Davis aveva cominciato a tradire la moglie con altre donne, e i due cominciarono a vivere stabilmente separati, riavvicinandosi solo dopo la morte del loro unico figlio maschio Jefferson Jr. nel 1878.
Dopo la morte del marito nel 1889 si trasferì a New York, vivendo con la figlia Winnie, che manteneva entrambe scrivendo romanzi, e divenne amica di un'altra first lady, Julia Grant. Dopo la morte della figlia Winnie nel 1898 assunse posizioni sempre più anti-sudiste, venendo per questo ostracizzata dai suoi conterranei. Morì nel 1906, assistita dall'unica figlia superstite Margaret; ai suoi funerali, celebrati contemporaneamente a New York e Richmond, presero parte decine di migliaia di persone, e le sue spoglie vennero sepolte accanto a quelle del marito nell'ex-capitale confederata.